# Carrer de la Perera (Arenys de Mar)
El carrer de la Perera és un carrer d'Arenys de Mar (Maresme). El seu nom oficial és carrer del Bisbe Català, personalitat religiosa que hi va viure. És un carrer inclòs en l'Inventari del Patrimoni Arquitectònic de Catalunya en el seu conjunt.

## Descripció
Conjunt de carrer que destaca per la seva volumetria caracteritzada, en general, per cases de tres plantes, i per la qualitat i conservació de les seves cases, d'èpoques diverses. En alguns casos, obres noves o de reforma, han trencat l'harmonia del conjunt.

## Història
Paral·lel al carrer Ample, discorre el carrer de la Perera, conegut amb aquest nom ja des del segle xvi, dominat al fons per la muntanya del Mal Temps. És un dels més antics de la població, ja que les primeres cases daten del segle xv. En una època molt antiga hi havia circulat el camí reial.